# Affaire Marković
Pour les articles homonymes, voir Marković.
L'affaire Marković (ou Markovitch) est une affaire criminelle française ayant eu des retentissements politiques. L'affaire débute le 1er octobre 1968 avec la découverte du corps de Stevan Marković, un ressortissant yougoslave. Il apparaît rapidement que Marković a été assassiné. Ce fait divers emballe la machine médiatique lorsqu'il implique l'acteur Alain Delon, employeur de Marković. Certains milieux parisiens tenteront de greffer sur ce crime un scandale visant Georges Pompidou.

## Historique

### L'affaire criminelle

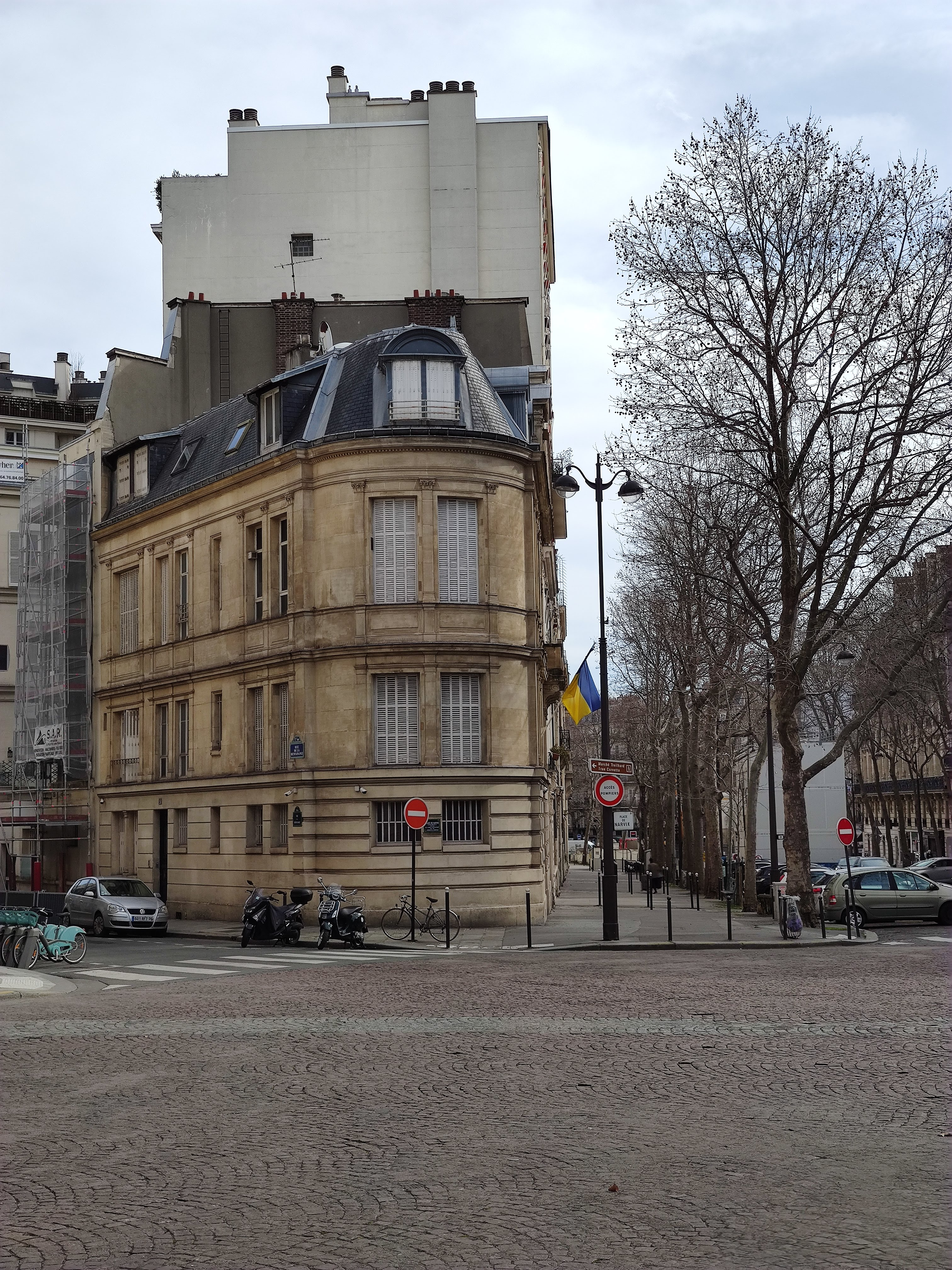
L'ancien hôtel particulier d'Alain Delon, avenue de Messine.

Le 1er octobre 1968, un ferrailleur fouille au bord d'une route départementale des Yvelines la décharge du lieu-dit La Cavée-du-Roi, sur la commune d'Élancourt, lorsqu'il aperçoit un gros paquet enveloppé dans un sac en toile de jute. Il l'ouvre et découvre le corps d'un homme. Il alerte la brigade de gendarmerie de Pontchartrain qui envoie une patrouille procéder aux premières constatations : le corps empaqueté dans une housse de matelas est ligoté et bâillonné, il est en bon état de conservation mais a le crâne défoncé, ce qui le rend méconnaissable, car il n'a ni portefeuille, ni papiers d'identité, ni bijoux. Le commissaire Samson du SRPJ de Versailles est chargé de l'enquête. Une autopsie pratiquée le 2 octobre fait remonter le décès à quelques jours, ce qui est corroboré par l'enquête de voisinage qui a permis d'établir que le sac en jute avait été remarqué, pour la première fois, le 27 septembre. Le 4 octobre, la victime est identifiée grâce à ses empreintes digitales connues de la police, car elle a été fichée pour vols, violences, infraction à la législation sur les étrangers : il s'agit de Stevan Marković. 
Marković est un citoyen yougoslave né à Belgrade le 18 mai 1937. Arrivé en France de façon clandestine en 1958, il a fui la République socialiste de Yougoslavie du maréchal Tito. Gigolo frayant dans les milieux du music-hall, il a été plusieurs fois interpellé en Belgique et en France pour différents délits. La police établit que Marković loge depuis 1964 au 22, avenue de Messine dans l'hôtel particulier d'Alain Delon dont il est « l'homme à tout faire » (secrétaire, garde du corps, doublure-lumière) et qui lui a permis d'obtenir le statut de réfugié politique depuis 1958,. Selon certaines sources, le SDECE a établi qu'il était « un correspondant plus ou moins honorable des services secrets de Tito ». La presse s'empare alors de l'affaire qui sort rapidement du cadre du simple fait divers.
Alors que l'identité de la victime n'est pas encore établie, la piste d'un crime de rôdeur ou d'un règlement de comptes entre marginaux est privilégiée, si bien que la première autopsie est très sommaire. Elle indique que la victime a succombé à des coups portés à la tête et à la nuque par un « objet contondant, volumineux et pesant ». De nombreuses plaies et ecchymoses sont relevées sur le visage. La mort remonte à la nuit du 22 au 23 septembre 1968. 
Le 5 octobre, le frère de la victime Alexander Marković se présente au 127, rue Saint-Honoré, siège du Service régional de police judiciaire de Versailles. Se disant capitaine de la marine yougoslave, il remet au commissaire Jean Samson, chargé de l'enquête, trois lettres que lui a adressées Stevan. La dernière a été postée le 25 septembre. Elle est écrite en serbe et contient des « passages verbeux et terriblement confus ». Elle mentionne notamment : « Quoi qu'il advienne, et pour tous les ennuis qui pourraient m'être causés, adressez-vous à Alain Delon, à sa femme et à son associé, « Marc Antony » un Corse, vrai gangster, demeurant 42, avenue des Gobelins. » Il s'agit de François Marcantoni. Celui-ci réside en fait 42, boulevard Gouvion-Saint-Cyr. Il est âgé de 49 ans au moment des faits. Il est un ancien malfaiteur qui est passé « de la résistance au grand banditisme ». Proche des milieux du show-business, Marcantoni est un personnage pittoresque, « très truand d'après-guerre », un ami d'Alain Delon.
Le 8 octobre, trois inspecteurs se rendent à la La Capilla, villa sur les collines de Ramatuelle, pour interroger Alain Delon qui tourne dans la région La Piscine. Ils soupçonnent la star montante d'être le commanditaire de l'assassinat de Marković qui aurait mené un chantage au sex-Polaroïd ou aurait été victime de la jalousie de l'acteur après les infidélités de Nathalie Delon avec le Yougoslave. Delon donne des explications sur ses relations avec Marković, sur leur brouille récente et évoque un ami de la victime, Uros Milisevic, qui lui a parlé avoir vu pour la dernière fois Marković le 22 septembre à 19 h. Celui-ci est monté dans un taxi avenue de Messine. Un homme d'une cinquantaine d'années se trouvait déjà dans le taxi.
Le 12 octobre, Alain et Nathalie Delon sont longuement interrogés par les enquêteurs. François Marcantoni est lui aussi entendu. Aucune charge n'est retenue contre eux. Marcantoni évoquera ses rapports avec Marković devant la presse : « Pour moi, c'était un raté. Chez Delon, il ne m'a jamais été présenté, je l'ai vu comme un valet. Je ne m'occupais pas de lui, je n'ai eu aucune affaire avec lui. Aucune altercation, jamais ». Il se contredit cependant en déclarant au journal L'Aurore : « Je connaissais Alain Delon. Je connaissais aussi Stefan Markovic. C'est moi qui, grâce à l'appui d'une personnalité, avais obtenu la prolongation de son permis de séjour en France ».
Le 28 octobre, une nouvelle autopsie du corps de Marković est réalisée. Elle fait apparaître que la victime a été tuée d'une balle de 6,35 mm tirée dans la nuque. Les enquêteurs abandonnent alors l'hypothèse d'une rixe pour s'orienter vers celle d'un règlement de comptes.

### Les rumeurs

#### L'hypothèse d'un chantage
Dès la mi-octobre, les quotidiens commencent à évoquer avec insistance le carnet d'adresses de Marković. Le Figaro décrit ainsi la victime : « Repris de justice, Markovic avait cependant réussi à se faire de nombreuses relations dans les milieux de la politique, du spectacle et de la chanson. C'est ainsi que l'on évoque les noms de plusieurs actrices, de chanteuses, celui de la femme d'un ancien membre du gouvernement et ceux d'un député, de deux hauts fonctionnaires et de plusieurs vedettes ». Le Monde parle de « la promesse d'un scandale en raison des relations que la victime avait pu nouer dans les milieux du spectacle, des rencontres qu'elle avait pu faire dans le monde de la politique comme de ses liaisons avec de « mauvais garçons ». L'Aurore explique que « l'on prononce les noms de deux députés, peut-être celui d'un ancien ministre et de son entourage ». L'hypothèse d'un chantage organisé par la victime est abondamment citée. Quelques jours plus tard, Le Figaro est plus précis en citant les possibles mobiles du crime : « escroquerie, chantage, trafic d'influence ou peut-être règlement de comptes "politique" ».

#### Mise en cause de Claude et Georges Pompidou
La presse évoque des rumeurs, suscitées par le mutisme des enquêteurs. Celles-ci vont bon train. Le « tout-Paris » parle de l'affaire Marković. Michel Jobert, proche collaborateur de Georges Pompidou, évoque quelques jours après la découverte du corps de Marković, « deux professionnels de l'information » chuchotant dans un cocktail : « Ce sont les Pompidou qui vont trinquer ! » Le préfet de police Maurice Grimaud tient pour acquis que « c'est un journaliste de l'Aurore, Blanzac, qui le premier a parlé de Madame Pompidou à Claude Fuzier (membre du bureau du Parti socialiste, rédacteur en chef du Populaire, organe du Parti socialiste), le 13 octobre ». Marković aurait fait chanter des personnalités de la politique, des médias, du spectacle et autres, menaçant de publier des photos compromettantes prises lors de partie fines auxquelles aurait participé le Yougoslave ; certaines, résultant d'un photomontage grossier, mettent en scène Claude Pompidou, l'épouse de Georges Pompidou, alors ancien Premier ministre, « en réserve de la République » se préparant à la prochaine élection présidentielle, prévue pour 1972 et dont la proximité favorise les coups fourrés envers le successeur désigné du général de Gaulle. Cette rumeur infondée qui frappe les Pompidou, emballe la machine médiatique. L'hebdomadaire d'extrême droite Minute daté du 17 octobre consacre une couverture et plusieurs pages à l'affaire. On y lit notamment que « le ministre de l'Intérieur Raymond Marcellin se fait tenir heure par heure au courant de l'enquête ». Incidemment, le journal indique qu'Alain Delon vient d'assister à la première de Phèdre, à l'Opéra, « comme Mme Pompidou en robe-bermuda rose ». Sans citer celle-ci, Le Figaro du 25 octobre explique « Stevan Marković recrutait des jeunes femmes pour les « festivités » auxquelles participaient certaines personnalités du spectacle et de la politique. C'est au cours de ces réunions que le Yougoslave réussissait à prendre des clichés compromettants qu'il monnayait ensuite au prix fort ».
Le 30 octobre, après la deuxième autopsie, les journalistes évoquent une piste liée au trafic de drogue. Selon Uros Milisevic et Claudie Hoss, elle aussi amie proche de la victime, Marković aurait revendu plusieurs kilos d'amidon (selon les versions, il aurait pu également s'agir de talc ou de bicarbonate) à des trafiquants en faisant passer ce produit pour de l'héroïne. Cette hypothèse ne sera jamais jugée sérieuse par le juge Patard. Un mobile plus mystérieux est également cité, lié à la mort aux États-Unis du précédent secrétaire d'Alain Delon, Milos Milosevic, yougoslave lui aussi, a été retrouvé sans vie le 31 janvier 1966 au côté du corps de sa maîtresse, Barbara-Ann Thomason (alias Carolyn Mitchell), l'épouse de l'acteur Mickey Rooney. Cependant, la vengeance d'une victime d'un chantage photographique de Marković est toujours mise en avant avec insistance,. Une information passée quasiment inaperçue mentionne parallèlement que le fameux carnet d'adresses retrouvé avenue de Messine et présenté comme celui de Stevan Marković appartient en fait à Nathalie Delon,.

#### L'action du SDECE
Le 21 octobre, Jean-Charles Marchiani, qui fait partie de la base à Paris du SDECE (dite base « Bison »), rencontre l'une de ses informatrices nommée Josette Kamenka. Il s'agit d'une journaliste qui a travaillé pour les services français à Alger et qui, à son retour à Paris, a repris contact avec son ancien officier traitant afin d'être réembauchée. Elle est la belle-fille du producteur de cinéma Alexandre Kamenka et entretient des liens avec une personne soupçonnée de faire partie du KGB. Du reste, la DST a prévu de l'appréhender, mais le général Guibaud, patron du SDECE, est intervenu pour qu'elle ne soit pas inquiétée.
Connue sous le nom de code « Karamel », cette source douteuse a été confiée à Marchiani en septembre 1968. Celui-ci fait partie du service 6 de la base « Bison », chargé de traiter les « honorables correspondants ». Karamel fait état de photographies compromettantes prises au cours de soirées libertines auxquelles participait Marković et qui risquaient d'être mises en circulation. Diverses personnalités parisiennes y seraient reconnaissables ainsi que la femme de l'ancien Premier ministre. Les services yougoslaves, selon elle, s'y intéresseraient beaucoup,.
Pour Marchiani, Karamel ne fait que rapporter les ragots qui circulent dans Paris. Il transmet une note à la direction du SDECE en commentant de manière défavorable la crédibilité de l'information. Quelques jours plus tard, il décide de prévenir Anne-Marie Dupuy, qui fut chef de cabinet de Georges Pompidou et qui gère toujours certains dossiers de l'ancien Premier ministre. Elle le reçoit avec méfiance, prend une copie de sa note mais ne juge pas opportun de rapporter les faits à Pompidou,,,. Selon les archives d'Alexandre de Marenches, Anne-Marie Dupuy s'est jugée a posteriori « idiote » de ne pas avoir informé Georges Pompidou. Elle garde le silence, ce qui lui vaudra plus tard la rancœur des agents de la base « Bison », limogés à la suite de cette affaire et dont elle aurait pu démontrer la bonne foi.

#### Les allégations d'Akov
Fin octobre, une lettre adressée à Alain Delon par un Yougoslave détenu au centre pénitentiaire de Fresnes est transmise au juge d'instruction René Patard. L'auteur se nomme Boriboj Akov (Akow). Âgé de 25 ans, il est emprisonné pour vol, recel et détention d'armes. Sa lettre, datée du 10 octobre, a été interceptée par les services pénitentiaires. Elle est rédigée en français, alors que, selon Georges Pompidou, Akov n'est qu'un « petit voyou illettré », indicateur de police par surcroît. Avec une écriture soignée et dans un parfait français Akov s'exprime comme un ami de la famille Delon, indique avoir appris le décès de Marković et déclare « compatir à l'émotion » que doit ressentir Alain Delon. Le 30 octobre, l'inspecteur Georges Manceau se rend à Fresnes pour interroger Akov. Celui-ci livre, sur le comportement de Marković, un témoignage qui correspond aux rumeurs qui agitent le Tout-Paris. Marković photographierait ses conquêtes féminines dans des poses lascives, afin de les faire chanter. Les deux Yougoslaves auraient participé à des « parties fines » en compagnie de femmes de la haute bourgeoisie. Akov va plus loin : il aurait accompagné Marković à une « partouze » organisée dans une villa de Montfort-l'Amaury, à laquelle participait également « la femme du premier ministre ».
Ces allégations paraissent extravagantes, aussi le policier préfère s'abstenir de rédiger un procès-verbal. Il invite Akov à la prudence et lui demande de fournir des preuves de ce qu'il avance. Manceau rend compte de l'entretien au commissaire Samson puis prend quelques jours de congé. À son retour, il constate que son bureau a été forcé et que les notes qu'il a prises — hors procès-verbal — au cours de l'entretien ont disparu. Le commissaire Samson lui explique que c'est lui qui les a subtilisées afin de les transmettre en urgence au ministre de l'Intérieur Raymond Marcellin. Celui-ci a donc été informé dès le 30 octobre des « révélations » d'Akov. Il s'en entretient par téléphone avec René Capitant, ministre de la Justice, lequel déteste Pompidou. Selon Marcellin, Capitant s'esclaffe en apprenant la mise en cause de Madame Pompidou. Bernard Tricot, secrétaire général de l'Élysée, à qui Marcellin a demandé d'aller voir René Capitant pour discuter de cette affaire, ne trouve chez ce dernier qu' « embarras » et « tristesse ». Les deux hommes conviennent de ne pas faire disparaître les notes de Manceau et de prévenir aussitôt de Gaulle, le premier ministre Maurice Couve de Murville et Georges Pompidou.

### La dimension politique

#### Les atermoiements de Couve de Murville
Le Premier ministre Maurice Couve de Murville est informé et Bernard Tricot se déplace en hélicoptère le 1er novembre à Colombey pour mettre le général de Gaulle au courant. Selon Alain de Boissieu, gendre du général, celui-ci accueille la nouvelle plutôt fraîchement, regrettant qu'on le dérange pour des « ragots ». Tricot raconte que de Gaulle lui donne les instructions suivantes : le juge d'instruction doit faire son travail et Pompidou doit être prévenu par Couve de Murville. Le général estime qu'il n'y a rien de sérieux dans tout cela, mais « qu'il trouve bien léger de se mettre dans le cas de prêter le flanc à de telles allégations ». De retour à Paris, Tricot informe le Premier ministre, qui est grippé et « accueille la nouvelle avec peine et résignation ». Au lendemain de la Toussaint, de Gaulle réunit Marcellin, Couve et Capitant à l'Élysée pour évoquer l'affaire et confirme les décisions de laisser au seul Premier ministre le soin d'informer Pompidou et de laisser la justice suivre son cours.
Le Premier ministre n'a pas le courage de mettre au courant son prédécesseur des prétendues révélations d'Akov et de l'enquête en cours. Le 4 novembre, Bernard Tricot informe Jacques Foccart de la situation et lui fait part de son embarras devant l'inertie de Couve de Murville. Celui-ci, en accord avec Capitant et de Gaulle, a finalement décidé de charger Pierre Somveille, directeur de cabinet du ministre de l'Intérieur, d'informer Pompidou. Somveille, très embarrassé, remet le rendez-vous à deux reprises.

#### La réaction de Georges Pompidou
Georges Pompidou a bien évidemment entendu parler de l'affaire par la presse. « Je connaissais un peu Delon, mais pas assez pour me passionner pour son sort, loin de là. J'avais bien noté l'allusion à la femme d'un ancien ministre. Je m'étais même posé la question, essayant de savoir à qui cela pouvait s'appliquer, évoquant un ou deux noms… Comme je n'ai aucun goût pour les ragots et pour principe de ne me mêler que de ce qui me regarde, j'oubliai toutes ces histoires dont personne ne me parlait d'ailleurs pour m'occuper de mes propres affaires. »
Ce même 4 novembre, il interpelle goguenard Jean-Luc Javal, un de ses anciens collaborateurs présent dans ses bureaux, boulevard de La Tour-Maubourg : « Dites-moi, Javal, vous qui êtes toujours au courant de tout, qui est cet homme politique important dont parle la presse et qui serait mêlé à l'affaire Markovitch ? » Javal a été mandaté par Pierre Juillet pour faire part à Georges Pompidou des rumeurs qui courent au sujet de son épouse. « Il faut que vous sachiez quelque chose que personne n'ose vous dire, » répond-il, « la femme d'un ancien ministre dont tout le monde parle à propos de l'affaire Markovitch, c'est votre femme et ce que je puis vous assurer, c'est que dans les dîners en ville, dans les salles de rédaction, il n'est question que de cela ».
Georges Pompidou est profondément affecté par l'annonce de l'implication de son épouse dans le dossier Marković. Il en veut beaucoup à tous ceux qui ne l'ont pas informé de la situation. Il écrit dans ses mémoires : « J'étais indigné. Ainsi Couve n'avait même pas eu le courage de me prévenir ! Ainsi ces hommes, dont plusieurs connaissaient bien mon ménage, avaient plus ou moins cru à la véracité des faits puisqu'ils jugeaient que l'enquête pouvait se poursuivre dans cette voie ! Ainsi le Général lui-même, qui connaissait ma femme depuis si longtemps, n'avait pas tout balayé d'un revers de main ! » Le 6 novembre, il fait de vifs reproches aux « barons » du gaullisme avec qui il déjeune : Jacques Chaban-Delmas, Roger Frey, Olivier Guichard, Henri Rey et Jacques Foccart. « C'est une affaire que je ne laisserai pas passer comme cela. […] Notre honneur est en jeu, c'est ce que nous avons de plus sacré. Je tiens à dire que si c'est nécessaire, c'est moi qui vengerai l'honneur de ma femme ». Il reçoit le lendemain Pierre Somveille, qui, très mal à l'aise, lui fait part du témoignage d'Akov.

#### La riposte
Pompidou organise sa riposte. À sa demande, il est reçu le 8 novembre par le général de Gaulle et exprime son indignation. De Gaulle explique qu'il n'a jamais cru à ces rumeurs et qu'il a demandé de le faire prévenir. Après l'entretien, Pompidou résume à Jacques Foccart la réaction de De Gaulle : « Le Général semblait peiné de tout cela, conscient que son Premier ministre et d'une façon générale un peu tout le monde, n'avaient pas fait tout ce qu'il fallait vis-à-vis de moi ». Avec le concours actif de son entourage (Michel Jobert, Édouard Balladur, Marie-France Garaud, Anne-Marie Dupuy et Simonne Servais) Pompidou s'attaque à tous les aspects du dossier : police, justice, politique et presse. Méthodiquement, il rencontre un grand nombre de journalistes à qui il explique les détails et les invraisemblances du dossier. Il les laisse libres de leur appréciation en précisant qu'ils ne pourront pas prétendre avoir mal été informés par lui. Il prend contact avec Raymond Marcellin qui lui jure qu'il ne croit « pas un mot de ces infamies » et prend l'engagement de l'aider « au maximum ». Michel Jobert suit les développements politiques de l'affaire et Marie-France Garaud, grâce à ses contacts dans la magistrature, recueille tous les éléments relatifs à la procédure judiciaire.

#### Suites de l'enquête
Le 5 novembre, le juge Patard entend Akov à Fresnes. Celui-ci maintient avoir participé pendant l'été 1966 à une soirée dans une villa de Montfort-l'Amaury. Il déclare cependant n'y avoir rien vu d'anormal et nie avoir évoqué « la femme du Premier ministre. » Ce procès-verbal d'audition, qui réduit à néant les précédentes déclarations d'Akov, n'aura aucune publicité médiatique. La villa de Montfort-l'Amaury où aurait eu lieu la soirée est identifiée comme étant celle de l'industriel Ambroise Roux. Celui-ci démontre que la description des lieux faite par Akov n'a aucun rapport avec la réalité et indique ne pas connaître Mme Pompidou.
La police procède à de multiples auditions parmi les milieux yougoslaves de Paris. Les enquêteurs ont identifié et entendu le chauffeur de taxi qui a embarqué Marković avenue de Messine le 22 septembre. Celui-ci a indiqué avoir déposé ses deux passagers vers 19 h 30, à l'angle de l’avenue de la Grande-Armée et de la rue de Presbourg. Il aurait identifié sur photo son deuxième passager qui aurait pu être François Marcantoni, cependant cette information mérite d'être confirmée.
Alexander Marković, frère de la victime, se constitue partie civile le 12 novembre. L'avocat Roland Dumas s'est rendu à Belgrade pour se faire désigner comme avocat de celui-ci. Ami de François Mitterrand, Roland Dumas a été député de la Haute-Vienne entre 1956 et 1962. Comme Mitterrand, il a voté contre l'investiture du général de Gaulle en 1958. Sous l'étiquette FGDS (Fédération de la gauche démocrate et socialiste), il a été élu député de la Corrèze en 1967 en battant le gaulliste Jean Charbonnel. Il a perdu son mandat en juin 1968, emporté par la vague gaulliste.

#### Les conclusions de Pompidou
Début décembre, Georges Pompidou rencontre à nouveau le général de Gaulle pour lui faire part des informations en sa possession. Bernard Tricot a été convoqué, à la demande de Pompidou qui n'a pas apprécié le comportement de celui-ci depuis le début de l'affaire : il lui reproche d'avoir prévenu de Gaulle avant lui.
L'ancien Premier ministre démonte « le mécanisme de l'opération policière et judiciaire. » Il met en évidence les invraisemblances et les contradictions des déclarations d'Akov. Il explique que celui-ci a rencontré, peu avant l'envoi de sa lettre à Alain Delon, le policier dont il est l'indicateur. Il indique que le commissaire Samson a mentionné l'existence de cette lettre bien avant qu'elle ne soit reçue par le juge Patard. Il évoque « l'orientation singulière des interrogatoires, menés comme s'il n'y avait pas à rechercher un assassin mais la preuve du dévergondage des Pompidou ». Il fait part également du curieux comportement de Jacques Aubert, secrétaire général pour la police au ministère de l'Intérieur. Celui-ci a selon lui colporté des ragots auprès des journalistes. De Gaulle, apparemment impressionné, demande à Tricot de convoquer René Capitant. Celui-ci sera fermement prié de réorienter l'enquête vers la recherche des assassins de Marković. En quittant Pompidou, de Gaulle lui conseille de « traiter ces racontars par le mépris. »

#### L'intervention de Jean-Marcel Jeanneney
Le 6 décembre, Jean-Marcel Jeanneney est nommé ministre de la Justice par intérim à la suite de l'hospitalisation de René Capitant, victime d'un infarctus. Il prend connaissance du dossier Marković et le communique à Pompidou. Celui-ci y découvre de nombreuses notes anonymes concernant son propre couple, ses relations, les lieux qu'il fréquente, des enquêtes de voisinage. Il y trouve également la confirmation des informations qu'il a reçues de Pierre Arpaillange, directeur des Affaires criminelles et des Grâces de la Chancellerie, par l'intermédiaire de Marie-France Garaud : Akov a envoyé sa lettre à Delon immédiatement après avoir reçu la visite du policier dont il est l'indicateur et celle de son avocat maître Jean Hug, présumé proche de l'avocat gaulliste Pierre Lemarchand. Selon ce dernier, maître Hug est surtout l'ami de Marcel Ceccaldi. Cet avocat proche de l'extrême-droite, qui est par ailleurs le défenseur de Marcantoni, aurait utilisé son collègue pour nuire à Pompidou. Le dossier transmis par Jeanneney permet à Pompidou de voir clair dans le montage mis en place contre lui. Les rumeurs continuent de courir et des photographies grossièrement truquées, mettant prétendument en scène Claude Pompidou circulent dans Paris.
Le 3 janvier, Georges Pompidou adresse ses vœux au général de Gaulle. Il lui fait part de son amertume face à la campagne de rumeurs dont il fait l'objet et répète : « Comment fut-il possible que des hommes qui ont été ministres à mes côtés, qui connaissaient mon ménage depuis des années et des années, aient pu réagir aussi faiblement, aussi honteusement, j'ose le dire, en présence des calomnies scandaleuses, invraisemblables, exprimées dans les conditions les plus anormales par des indicateurs de police de bas étage et évidemment inspirés ? » De Gaulle répond : « Mais je voudrais beaucoup que vous ne vous laissiez pas impressionner par les ragots, même s'ils sont grotesques et infâmes, que l'on a dirigés contre vous. »

### L'instruction du juge Patard

#### Les déclarations d'Alexander Marković
Le 9 janvier, le frère de la victime assisté de son avocat Me Roland Dumas est entendu par le juge Patard. Il lui explique qu'en 1967, accompagné de Stevan, il avait participé à un dîner chez les Delon, en compagnie des Pompidou. Un septième convive, qui aurait pu être François Marcantoni, était également présent. Le dîner se serait tenu dans la cuisine des Delon et Alexander Marković, qui ne parle pas français, aurait échangé avec les autres convives en anglais, langue dont Georges Pompidou ne connaît un traître mot. En dépit du caractère manifestement fantaisiste de cette déposition, le nom des Pompidou figure désormais dans la procédure judiciaire.
Georges Pompidou explique aux journalistes qu'il n'a rencontré Alain Delon qu'à deux reprises, toujours en présence de dizaines d'autres personnes : chez Pierre Lazareff à Louveciennes et lors de la réception donnée à l'occasion de la sortie du film Paris brûle-t-il ?. Alain Delon confirme ces informations, précisant qu'il avait pu rencontrer M. et Mme Pompidou dans des manifestations artistiques, mais n'avait jamais eu « l'honneur de les recevoir ».

#### Arrestation de François Marcantoni
Le 16 janvier, le juge Patard lance un mandat d'arrêt contre Marcantoni. Celui-ci est arrêté à Cannes, transféré par avion militaire à Villacoublay puis, sous bonne escorte, est conduit à Versailles où il est inculpé de complicité d'assassinat par le juge puis écroué. Le 22 janvier, Patard convoque Alain Delon qui sera entendu le lendemain, placé en garde à vue et longuement interrogé, ainsi que plusieurs membres de son entourage. Il sera libéré le 25 janvier après 35 heures de garde à vue. Dans les semaines qui suivent, Marcantoni sera confronté sans résultat probant à divers témoins et à des relations de Marković. Le chauffeur du taxi dans lequel est monté Marković le 22 septembre ne le reconnaitra pas comme l'homme qu'il a pris en charge rue Lafayette et qui lui a demandé de se rendre au 22, avenue de Messine. Pour sa part, Marcantoni nie avoir participé à un dîner avec les Delon, les Pompidou, Stevan et Alexander Marković : « Est-ce que vous imaginez que le Premier ministre aurait accepté de manger avec moi et, mieux encore, avec une canaille comme Marković ? »
Le juge Patard refuse à plusieurs reprises les demandes de mise en liberté de Marcantoni. Il organise de nombreuses confrontations et auditionne à nouveau Alain Delon, Claudie Hoss, Alexander Marković, Nathalie Delon, Marie Laforêt, Nicoletta, Mireille Darc, Jean-Pierre Melville.

#### La demande d'audition de Claude et Georges Pompidou
Le 4 mars, à l'issue d'une audition de François Marcantoni, maître Ceccaldi, l'un de ses avocats, demande au juge Patard de convoquer M. et Mme Pompidou. Cette requête a officiellement pour objet de confirmer les dénégations de son client quant au prétendu dîner dans la cuisine des Delon. Cependant l'initiative de Me Ceccaldi n'est pas sans arrière-pensée politique et ne peut manquer de faire du tort à Georges Pompidou.
L'information est relayée par l'Agence centrale de presse (ACP), qui appartient à Gaston Defferre, maire socialiste de Marseille et farouche opposant au général de Gaulle. Elle est reprise le jour même par les radios publiques, dont France Inter qui la diffuse à plusieurs reprises, notamment par le journaliste Yves Mourousi, sur un ton que Jacques Chirac qualifiera « de jubilation ». France Inter fait partie de l'ORTF qui se trouve à l'époque sous la tutelle du ministère de l'Information. Elle est étroitement contrôlée depuis la grève générale de mai 1968 qui a provoqué le licenciement de 54 journalistes, d'autres ayant été mutés ou priés de prendre leur retraite.
Jacques Chirac, fidèle de Pompidou, appelle immédiatement Joël Le Theule, ministre de l'Information, et le somme avec indignation de mettre fin sans délai à cette diffusion. Il est en effet convaincu que la radio publique a été dûment autorisée, voire incitée, à diffuser l'information. Michel Jobert contacte le directeur de cabinet de Maurice Couve de Murville, Bruno de Leusse, et lui fait une « scène violente », l'accusant d'être responsable du « coup de l'ACP ». À 19 h, le secrétariat de Georges Pompidou publie un communiqué dénonçant « une série de rumeurs mensongères complaisamment répandues depuis plusieurs semaines à des fins totalement étrangères à l'intérêt de la justice. » Il conclut : « Le secrétaire de l'ancien Premier ministre du général de Gaulle fait connaître que M. Pompidou et son épouse ignorent tout des causes et des circonstances de ce fait divers. »

#### Le soutien du général de Gaulle
Le soir même, la présidence de la République indique que le Général et Mme de Gaulle convient à dîner huit jours plus tard M. et Mme Pompidou. Le 12 mars, René Capitant redevenu garde des Sceaux, publie un communiqué à propos de l'affaire : « Des rumeurs mensongères ont été perfidement répandues autour de l'affaire Markovitch, en vue de nuire à certaines personnes. La justice a pour devoir de rechercher les auteurs et les complices de l'assassinat de Stevan Markovitch. Elle ne se laissera pas égarer par des manœuvres dont le but est manifestement étranger à sa mission. »
Le dîner à l'Élysée réunit les couples de Gaulle, Debré et Pompidou. Il se tient dans une ambiance que Georges Pompidou qualifiera de « morne ». Cependant l'invitation réhabilite l'ancien Premier ministre devant l'opinion.

#### Perquisitions et expertises
Le 16 avril, le juge Patard accompagné du procureur Jean-Jacques Lajaunie et du commissaire Redonnet perquisitionnent la résidence de Marcantoni à Goussainville (Eure-et-Loir). Celle-ci n'est distante que de 34 km d'Élancourt, où a été retrouvé le corps de Marković. Des munitions y sont saisies ainsi que des documents et des courriers, en particulier des cartes de visite au nom de « Marc Anthony ». Cette orthographe correspond (le « h » en moins) à la manière dont Marković écrivit, peu avant sa mort, le nom de Marcantoni dans les lettres le mettant en cause.
Le magistrat instructeur ne trouve pas trace de l'emballage d'un matelas et d'un sommier livrés à François Marcantoni dans le courant du mois de juin 1968. Les expertises ont en effet démontré que la housse et la toile de jute enveloppant le cadavre de Marković ont été fabriquées pour les matelas de marque Treca. Ces emballages sont utilisés moins d'une année plus tôt. Les policiers ont interrogé les revendeurs de la marque ayant vendus les 865 matelas correspondants entre le 1er décembre 1967 et le 26 septembre 1968. Le 10 avril, un antiquaire parisien leur a appris qu'il a vendu un matelas Treca et un sommier à François Marcantoni pour sa résidence de Goussainville. L'ensemble a été livré à l'acheteur le 14 juin 1968. Le livreur de ce matelas a fourni une précision intéressante : lorsqu'il effectua la livraison, il pratiqua au couteau deux entailles dans la toile de jute pour pouvoir accéder aux poignées. Or le sac de jute recouvrant le corps porte deux entailles semblables. L'expertise menée par la police scientifique et par la société Treca est communiquée début juin au juge Patard. Elle conclut : « Les housses en jute et en plastique qui entouraient le cadavre de Stevan Markovitch [...] ont pu contenir le sommier et le matelas appartenant à François Marcantoni. En outre, les étiquettes en tissu de la marque fabricante cousues à même le matelas et le sommier de Marcantoni ont été arrachées. » D'autre part, il ressort des expertises que les deux housses ont bien été fabriquées par la maison Treca ; qu'elles habillent exactement le matelas (housse en plastique) et le sommier (housse en jute) livrés à la résidence de François Marcantoni et que ces deux housses « linceul » sont bien celles avec lesquelles Treca enveloppe les literies de type Pullmann CAD et Grand Impérial, correspondant à la literie de Marcantoni.

#### Les initiatives de maître Isorni
Le 6 mai, l'avocat Jacques Isorni, que Marcantoni vient de désigner comme nouveau défenseur aux côtés de Marcel Ceccaldi, Guy Vaschetti et du bâtonnier Fournier, tente de redonner à l'affaire une orientation politique. Il remet un courrier au juge Patard et déclare à la presse : « La défense va veiller à ce que François Marcantoni ne soit pas le bouc émissaire dans un règlement de comptes entre hommes politiques. » Le 16 mai, il fait savoir qu'il a renouvelé la demande d'audition de M. et Mme Pompidou, en expliquant : « L'audition de ces deux témoins permettait d'établir la mauvaise foi de la partie civile qui accuse notre client. »
Jacques Isorni a été le défenseur du maréchal Pétain, de Robert Brasillach et de l'un des conjurés au procès de l'attentat du Petit Clamart contre De Gaulle. C'est un antigaulliste notoire. Son intervention a lieu en pleine campagne électorale. De Gaulle ayant démissionné après l'échec du référendum du 27 avril 1969, Georges Pompidou s'est déclaré candidat.
Le secrétariat de M. Pompidou réplique en dénonçant des « procédés dégradants et misérables » et le ministère de la Justice qualifie l'entreprise de « manœuvre dont le mobile est manifestement politique ». Pour sa part, le juge Patard a répondu par la négative à la requête de maître Isorni en lui notifiant que « la réalité de ce déjeuner — d'ailleurs démentie — n'intéresse en aucun cas l'objet de l'information. » L'affaire Marković fait à nouveau la une de la presse qui y mêle explicitement le nom de Pompidou. Des tracts et des montages photographiques font à nouveau leur apparition, ce qui affecte profondément le candidat dans les dernières semaines de la campagne. Pierre Mazeaud et Maurice Schumann seront témoins de l'émotion de Georges Pompidou dans ces circonstances difficiles. Ces dernières péripéties seront sans effet sur le résultat de l'élection : il sera élu le 15 juin à une confortable majorité.
Marcantoni reste en prison jusqu'au 4 décembre 1969, date à laquelle il est libéré moyennant une caution de 60 000 francs.

#### Épilogue judiciaire
Le 29 août 1975, le juge Jean Ferré qui instruit l'affaire à la suite du juge Patard, rend une ordonnance renvoyant François Marcantoni devant la chambre d'accusation en vue de sa comparution devant la cour d'assises des Yvelines. L'instruction n'a guère progressé depuis 1969. Elle s'est résumée à une nouvelle analyse de la housse enveloppant le corps de la victime : elle permet d'affirmer que la housse correspond à un matelas acheté entre mai et juin 1968 — date à laquelle Marcantoni avait acheté son matelas — et que, des seize acheteurs de matelas à cette époque, seul l'inculpé connaissait Stevan Marković.
Les charges ne se limitent pas à la housse du matelas. Le système de défense de Marcantoni tourne autour de deux arguments. L'un consiste à opposer un alibi à une rencontre entre Stevan et lui le 22 septembre, l'autre à faire admettre qu'il n'a jamais eu avec la victime des rapports suivis et qu'il n'a pas été en contact avec elle dans les temps qui ont précédé sa disparition. Or l'enquête a démontré que l'alibi était inopérant et que la négation des rapports avec la victime était inexacte.
Il y a enfin les lettres adressées par la victime à son frère peu avant sa mort, dénotant une hostilité entre François Marcantoni et lui-même, liée à un contentieux non précisé. Marković y a révélé sa crainte que Marcantoni ne lui tende un piège.
Pour sa part, le parquet général se prononce pour un non-lieu, considérant que les charges contre l'inculpé sont insuffisantes.
Le 12 janvier 1976, la chambre d'accusation rend un arrêt de non-lieu en faveur de Marcantoni, infirmant l'ordonnance du juge Ferré. Roland Dumas, avocat du frère de la victime, forme aussitôt un pourvoi en cassation contre cet arrêt. Le pourvoi est rejeté le 27 juin 1977 par la chambre criminelle de la Cour de cassation, présidée par Pierre Mongin. François Marcantoni sera cependant débouté deux ans plus tard de sa demande d'indemnisation pour les dix mois et dix-sept jours passés en détention.
Cette affaire reste pour la police une des enquêtes les plus retentissantes de l’après-guerre : 60 000 cotes judiciaires, un dossier lourd d’une tonne et demie, conservé dans les coffres-forts du tribunal de Versailles.
Selon l'historien du milieu Christian Châtillon, familier de François Marcantoni, ce dernier avait coutume de répéter : « Nous ne sommes que trois à connaître la vérité : Delon, moi et Dieu, or ce dernier ne balance jamais. »

### Le rôle des différents protagonistes

#### Les griefs de Georges Pompidou
Georges Pompidou est persuadé qu'il est victime d'un complot destiné à briser ses ambitions politiques. L'industriel Michel Bolloré dont il est proche l'entend ainsi mentionner les principaux responsables de l'« affaire » : « René Capitant par bêtise, Louis Vallon par méchanceté et Couve a laissé faire ». Il se montre plus précis quelques années plus tard, expliquant à Pierre Viansson-Ponté : « Je m'étais promis de tout savoir. Je sais tout. Les noms sont là. À l'origine, il y a une sordide affaire de chantage et un crime quasi accidentel. Des hommes qui voulaient « écraser l'affaire » ont eu l'idée de la politiser. D'autres, qui voulaient me barrer la route, ont saisi la balle au bond. Et puis, certains, hélas ! ont laissé faire ».
Dans ses mémoires, Pompidou exprime précisément son ressentiment à l'égard d'un certain nombre de fonctionnaires et d'hommes politiques. Certains d'entre eux virent ainsi leur carrière politique définitivement ou provisoirement bloquée pendant sa présidence. Ainsi Joël Le Theule n'eut plus aucune responsabilité ministérielle jusqu'en 1978. Entre Georges Pompidou et Maurice Couve de Murville sauf des échanges épistoliers occasionnés par les fonctions de président de la commission Affaires étrangères de l'Assemblée nationale remplies par ce dernier à partir du 5 avril 1973 il n'y eut plus de contacts. Et Couve ne fut jamais invité à l'Élysée sous sa présidence. Selon de nombreux témoignages, tel celui de Michel Jobert, Pompidou conserva sur lui jusqu'à sa mort une feuille gainée cuir comportant les noms de ceux qui s'étaient mal comportés à son égard.
Dans ses mémoires, Pompidou met en cause nommément le commissaire Jean Samson, le juge d'instruction René Patard et le procureur de Versailles Jean-Jacques Lajaunie, coupables à ses yeux d'avoir systématiquement cherché à orienter l'enquête contre lui et son épouse. Il accuse Jacques Aubert, secrétaire général pour la police au ministère de l'Intérieur, d'avoir colporté des ragots auprès des journalistes. Il soupçonne également des agents du SDECE de « jouer, en ordre dispersé, un rôle mal défini. » Il évoque la responsabilité des services secrets yougoslaves et affirme qu'Alexander Marković était un de leurs agents. Il mentionne un certain nombre de « personnages déplaisants » dont les avocats Roland Dumas, Pierre Lemarchand, Marcel Ceccaldi et Jacques Isorni. Il critique le comportement de Bernard Tricot. Il cite Gilbert Grandval, gaulliste de gauche proche de Capitant et Vallon, parmi ceux qui ont profité de la situation pour l'accabler en répétant : « Pompidou est fini ». Il signale également le comportement d'un conseiller diplomatique de Couve de Murville, expliquant sa situation à un ambassadeur en utilisant les mêmes termes.

#### Les analyses critiques
Les considérations de Georges Pompidou méritent d'être nuancées. Ainsi, Marie-France Garaud prend la défense de René Capitant et atteste qu'il s'est comporté dans cette affaire en « homme d'honneur ». Bernard Tricot le décrit, dans ces circonstances, comme « embarrassé et triste ».
Éric Roussel juge que « selon toute probabilité, l'affaire Marković ne résulte pas, au départ, d'un complot ». Cependant l'origine précise des rumeurs demeure aujourd'hui indéterminée. Celles-ci furent alimentées par la propension du couple Pompidou à fréquenter le monde des artistes et à se mêler à la vie parisienne. De Gaulle, du reste, juge plutôt sévèrement ce comportement mondain,. Par ailleurs, Georges Pompidou possède une résidence à Orvilliers (Yvelines), localité qui se situe à 33 km d'Élancourt et à 16 km de Goussainville, où habite Marcantoni.
Le préfet Jean Rochet, qui fut à la tête de la DST de 1967 à 1972, évoque quant à lui « une conjuration étonnante et très inquiétante » dont les auteurs « appartenaient à l'Intérieur, à la Justice, au SDECE et à un clan gaulliste dont l'animateur était l'avocat Lemarchand ».
Pompidou dit avoir trouvé un « appui inestimable » dans son entourage immédiat (MM. Balladur, Jobert, Mmes Garaud, Dupuy, Servais, ses secrétaires et jusqu'aux inspecteurs chargés de sa sécurité). Parmi ses soutiens, il mentionne nommément Jacques Chirac qui l'« aida vraiment » et parle de « trois ou quatre autres » qui le défendirent, notamment dans les dîners en ville. Parmi ceux-ci on connaît Maurice Schumann, qui quitta un dîner en ville où l'on se moquait de Pompidou. On connaît également Pierre Juillet qui frappa un jeune énarque, Gérard Montassier, lequel plaisantait aux dépens de Pompidou dans un restaurant du boulevard de La Tour Maubourg.
Pompidou mentionne également Raymond Marcellin, à qui il fit des reproches mais qui jura qu'il l'aiderait. « Je crois qu'il le fit », estime Pompidou. Il oublie cependant de citer Jean-Marcel Jeanneney, qui lui communiqua le dossier de l'affaire pendant son intérim au ministère de la Justice.
Devenu président, Pompidou ne garda apparemment aucun grief contre Raymond Marcellin, qu'il conserva jusqu'en 1974 comme ministre de l'Intérieur. Il nomma Michel Debré ministre de la Défense nationale, alors que ce dernier avait publiquement pronostiqué, faussement apitoyé : « Pauvre Georges, il ne s'en relèvera pas ! ». Enfin, il permit à Pierre Messmer d'intégrer en 1972 Edgar Faure dans son gouvernement, alors que ce dernier avait eu un comportement ambigu à son égard. De même, la carrière de Bruno de Leusse n'eut pas à souffrir des accusations de Michel Jobert.

#### Le rôle du SDECE
Pompidou n'est pas le seul à suspecter l'action d'agents du SDECE dans l'affaire. Jacques Foccart partage son avis. Pierre Messmer se montre plus précis dans ses mémoires : « Fin 1968 […] la « base Paris » du SDECE se mêle à l'affaire Marković en diffusant en sous-main des photographies truquées (par qui ?) destinées à salir Madame Pompidou. C'était une initiative de quelques agents gaullistes « intégristes » qui pratiquaient en politique intérieure des méthodes d'intoxication qu'ils avaient apprises à d'autres fins. » 
Selon Pierre Pascal, haut fonctionnaire membre du cabinet du ministre des Armées Pierre Messmer, chargé de veiller sur les activités du SDECE, le point de départ de la rumeur visant Pompidou est lié à une confusion : en octobre 1968, un officier du SDECE a mentionné sur une même dépêche deux informations sans lien entre elles ; la première se réfère à la mort de Marković, la seconde signale la diffusion de racontars selon lesquels un service de l'Est disposerait de photos compromettantes concernant un homme politique.
La base de Paris, dite « Bison », est une création du colonel René Bertrand « Beaumont », directeur de la recherche du SDECE depuis 1964. Installée à l'hôtel des Invalides, elle a pour mission de manipuler les informateurs, dits « honorables correspondants » du service. Sous le commandement du colonel Maurice Pierson puis du colonel Paul Fournier, elle compte trois fonctionnaires qui seront mis en cause pour leur rôle dans l'affaire : le capitaine Paul Sentenac, Claude Pradier et Jean-Charles Marchiani. De ces trois hommes, seul le capitaine Sentenac peut être qualifié de « gaulliste fervent ». Ils seront tous trois accusés par le colonel Beaumont d'avoir recherché d'hypothétiques photos compromettantes destinées à être exploitées contre Pompidou. Ces soupçons leur vaudront d'être évincés du SDECE par le général Eugène Guibaud en février-mars 1970 en compagnie du colonel Pierson. Pour leur défense, ils expliqueront que leur éviction était le fruit d'une machination du colonel Beaumont, cherchant à sauver son poste ; machination dont la portée, du reste, dépassait largement leurs personnes.
Selon une note émise à l'intention d'Alexandre de Marenches, les hommes de Pierson n'ont pas fabriqué de photos ; ils ont simplement fait leur travail d'enquêteurs, comme Anne-Marie Dupuy le leur avait d'ailleurs demandé à la suite de la visite de Jean-Charles Marchiani. Le document indique que « l'affaire n'a été délibérément montée par le commandement du SDECE que pour masquer des faits d'une gravité exceptionnelle.» Le 11 novembre 1970, peu de jours après sa prise de fonction comme directeur général du SDECE, Alexandre de Marenches limoge sans explication le colonel Beaumont.
Dans ses mémoires, l'ancien commissaire divisionnaire Lucien Aimé-Blanc raconte qu'un de ses amis, qui faisait partie de la base Bison, lui demanda un « curieux service », quelques mois après la découverte du corps de Marković. Aimé-Blanc était alors chef adjoint de la brigade de recherche et d'intervention (dite « brigade antigang »). Il s'agissait de recruter une jeune femme blonde, grande et âgée de 40-45 ans parmi les prostituées avec lesquelles le commissaire avait gardé des contacts du temps où il travaillait au sein de la brigade mondaine. En septembre 1970, une photo commence à circuler sous le manteau : elle représente deux femmes nues dans une position non équivoque ; l'une d'elles ressemble à Claude Pompidou. On semble persuadé que Marković a pris cette photo. Aimé-Blanc reconnaît la prostituée qu'il a recrutée pour le compte de son ami. Celle-ci reconnaît qu'elle a posé à sa demande, sans en savoir plus. Aimé-Blanc ne nomme pas l'ami en question, mais par élimination on peut conclure qu'il s'agit de Claude Pradier.
Pierre Ottavioli, patron de la Mondaine à cette époque, révèle qu'après une longue enquête, le groupe des OBM a fini par trouver la revue pornographique suédoise d'où la photo originale avait été extraite, le visage d'une actrice suédoise ayant été remplacé par celui de Claude Pompidou. « Le jour où nous avons pu prouver le trucage, le battage médiatique incessant sur l'affaire Markovic s'est arrêté net » déclare le commissaire Ottavioli.

## Conséquences
L'affaire Marković contribue à altérer significativement les rapports entre Georges Pompidou et le général de Gaulle. Le comportement de celui-ci justifie, aux yeux de Pompidou, la rupture de ses engagements à son égard. En voyage à Rome pendant la première semaine de janvier 1969, il fait la déclaration suivante à l'occasion d'une discussion avec des journalistes : « Si le général de Gaulle venait à se retirer, je me porterais candidat à sa succession. Pour succéder au général de Gaulle, il faut deux conditions : qu'il ait quitté la présidence et que son successeur soit élu. Ce n'est un secret pour personne que je serai candidat à une élection à la présidence de la République lorsqu'il y en aura une. » Cette déclaration, dont il explique qu'elle n'était pas préméditée, a un fort retentissement à Paris. Le 22 janvier, de Gaulle réagit s'exprimant à l'issue du conseil des ministres : « Dans l'accomplissement de la tâche nationale qui m'incombe, j'ai été le 19 décembre 1965 réélu président de la République pour sept ans. J'ai le devoir et l'intention de remplir ce mandat jusqu'à son terme. » Piqué au vif, Pompidou récidive le 13 février à Genève, dans un entretien à la télévision suisse romande. À la question « Comment voyez-vous votre avenir politique ? » il répond : « Je ne crois pas avoir ce qu'on appelle un avenir politique. J'ai un passé politique. J'aurai peut-être, si Dieu le veut, un destin national. »
Les deux hommes, leurs épouses et le couple Debré se retrouvent à dîner à l'Élysée le 12 mars. Pompidou et de Gaulle ont une explication en privé. Là-dessus ils se quittent et ne se reverront plus. Georges Pompidou prend une part active à la campagne du référendum sur la régionalisation.
Élu président de la République en juin 1969, Pompidou attend plus d'un an pour remplacer le général Guibaud par Alexandre de Marenches à la tête du SDECE. Celui-ci réorganise le Service, écarte plusieurs directeurs, renouvelle le personnel et réoriente les missions du SDECE : du renseignement militaire, il passe à la recherche et à l'exploitation des renseignements de défense au sens large du terme.

### Dans la fiction
- Il n'y a pas de fumée sans feu (1973), film d'André Cayatte avec Annie Girardot, Mireille Darc et Bernard Fresson
- Madame Claude (2021), film de Sylvie Verheyde